# KB Rahoveci
El KB Rahoveci es un club de baloncesto profesional de la ciudad de Orahovac, que milita en la ETC Superliga, la máxima categoría del baloncesto kosovar. Disputa sus partidos en la Salla e Sporteve Rahovec, con capacidad para 1500 espectadores.

## Posiciones en liga
| - 2003: 3º-(2) - 2004: 5º-(2) - 2005: (2-se retiraron) - 2016: 1º-(Liga e pare) |

## Palmarés
- Campeón de la Liga e pare

2016
- Campeón de los Play-offs de la Liga e pare

2016

## Jugadores destacados
| - Driton Bajrami - Arion Ballaku - Albatrit Berisha - Mustafe Merovci |